# Mujeres en Red
Mujeres en Red es un diario digital feminista de España que apuesta por el intercambio de conocimiento libre y la visibilización de las desigualdades patriarcales, el sexismo y la violencia de género.

## Inicio
Creado el 1996 por Montserrat Boix fue una de las primeras redes internacionales de mujeres que incorporó las TIC para el intercambio de información sobre Derechos humanos y empoderamiento de las mujeres. En poco tiempo logró crear una red con más de 5000 mujeres con grupos de mujeres en España, Europa y América Latina convirtiéndose en una red y un espacio en Internet de referencia en contenidos de género y feminismo.

## Objetivos
Un de los propósitos de Mujeres en Red es crear un lazo de unión entre todas las mujeres internautas del mundo, con un claro carácter reivindicativo. En el sitio se encuentra información sobre la violencia doméstica o sobre las injusticias que se viven en numerosos países, así como sobre la conferencia de la ONU, Beijing + 5, en la que se hacía un repaso de la situación de la mujer en el mundo.
Mujeres en Red apoya el software libre y ha sugerido la propuesta de trabajar el uso del lenguaje no sexista mediante el software libre, como expresión reivindicativa de las mujeres.